# 마우리치오 폴리니
마우리치오 폴리니(이탈리아어: Maurizio Pollini, 1942년 1월 5일~2024년 3월 23일)는 이탈리아 클래식 피아니스트이다. 1960년 쇼팽 국제 피아노 콩쿠르에서 우승했다.

## 생애
마우리치오 폴리니는 밀라노에서 1930년대 이탈리아에 모더니즘 건축을 처음 가져왔다고 알려진 이탈리아의 근대 건축가 지노 폴리니와 레나타 멜로티(이탈리아 조각가 파우스토 멜로티의 여동생) 사이에서 태어났다. 5살때 피아노를 배우기 시작하여 13살까지 카를로 로나티에게 피아노를 배웠고, 18살까지 카를로 비두소에게 피아노를 배웠다. 그는 밀라노 음악원를 졸업 후 1959년 세레뇨에서 열린 에토레 포졸리 국제 피아노 콩쿠르와 1960년 바르샤바에서 열린 쇼팽 국제 피아노 콩쿠르에서 우승하였다. 심사위원장 아르투르 루빈스타인은 폴리니가 대회의 우승자라고 선언하며 "저 아이는 우리 중 누구보다도 피아노를 잘 칠 수 있다"고 말하였다.
콩쿠르를 우승한 후, 폴리니는 음악적 경험을 넓히기 위해 1년 동안 공연을 하지 않아 은둔자가 되었다는 소문을 낳았다. 얼마 후, EMI를 통해 폴란드 지휘자 폴 클레츠키와 필하모니아 관현악단과 함께 쇼팽 피아노 협주곡 1번과 쇼팽 연습곡을 녹음하였다. 필하모니가 폴리니에게 일련의 콘서트를 제안했을 때, 그는 EMI 프로듀서 피터 앤드리(Peter Andry)의 표현을 빌리자면, "자신감의 위기"를 경험하였다. 그 후, 아르투로 베네데티 미켈란젤리에게 가르침을 받았는데 미켈란젤리의 영향으로 인해 폴리니가 "정교한 테크닉과 감정적 절제"를 배웠다는 평가와 함께 "틀에 박히고 냉정한" 연주자가 되었다는 우려를 동시에 받았다. 1960년대 초 폴리니는 연주회는 삼가고 공부하며 레퍼토리를 넓히는 데 집중하였다.
1968년 다시 데뷔 후 가장 친한 친구인 클라우디오 아바도와 협연하고 탁월한 기술과 곡마다 음색이 변하는 분석력, 무엇보다 아름다운 음색이 세계에 반향을 일으켰다는 평가를 받았다. 젊은 날의 영리한 연주에서 원숙한 피아니즘이 되고 있다는 평가를 받고 있으며, "어떻게 작곡가가 원하는 음악에 접근할까"를 의식하고 악보에 충실히 접근한다고 하였다.
1972년 밀라노에서 열린 콘서트에서 미국의 북베트남 폭격에 반대하는 항의문을 낭독해 큰 파문을 일으켰고, 라틴 아메리카 독재 정권과 최근에는 음악과 문화에 민감하지 않은 실비오 베를루스코니와 그의 정부에 대한 강경한 입장도 주목받지 못하였다.
"건축과 회화 등과 달리 현대 음악은 생활의 일부가 되어 있지 않다. 특히 젊은 세대에게 음악에 대한 관심을 갖게 할 필요가 있다"는 문제의식으로 루이지 노노와 피에르 불레즈 등 20세기 이후의 현대 클래식 음악도 연주한다. 1993년 베토벤의 피아노 소나타 전곡 연주와 1995년에 스스로 기획한 '폴리니 프로젝트'에는 고전 작품과 현대 음악을 구성한 개성적인 공연이 세계적으로 유명하게 되었다. 2012년부터 베토벤 소나타와 4개의 현대 곡을 조합한 새로운 기획을 시작하였다. 녹음도 쇼팽의 야상곡집 (2007년 그래미상 기악 부문 등 수상 다수)과 최초의 바흐 녹음인 평균율 클라비어곡집 제1 권(2009) 등 의욕적으로 피아노를 추구하고 있다. 2014년에는 베토벤 소나타 op. 31, 49 (도이체 그라모폰)를 발매하여, 1975년부터 시작한 베토벤 소나타 전집을 완성하였다.